# 白茎盐生草
白茎盐生草（学名：[Halogeton arachnoideus] 错误：{{Lang}}：文本有斜体标记（帮助）），别名灰蓬、旱蓬、水蓬、灰蓬，是苋科盐生草属的植物。分布在蒙古、中亚地区以及中国大陆的甘肃、陕西、内蒙古、新疆、青海、宁夏、山西等地，生长于海拔450米至3,200米的地区，多生长在砂地、干旱山坡及河滩，目前尚未由人工引种栽培。兰州牛肉面使用的“蓬灰”就是这种植物烧制出来的碱性物质。

## 异名
- Micropeplis arachnoides (Moq.) Bunge